# Douwe Draaisma

Douwe Draaisma (2010)

Douwe Draaisma (* 1953 in Nijverdal, Gemeinde Hellendoorn, Niederlande) ist Professor für Theorie und Geschichte der Psychologie an der niederländischen Universität Groningen. Er beschäftigt sich schwerpunktmäßig mit der Entwicklung der wissenschaftlichen Erkenntnisse über die vielseitigen Erscheinungsformen und psychologischen Hintergründe des Gedächtnisses und der Erinnerung. Seine Veröffentlichungen zu diesem Themenbereich haben international große Beachtung gefunden.
Draaismas Bücher wurden in mehrere Sprachen übersetzt. Für sein 1995 veröffentlichtes Werk „Die Metaphernmaschine“ wurde er vom Dutch Institute of Psychologists mit dem Heymans-Preis ausgezeichnet. Für seinen Bestseller „Warum das Leben schneller vergeht, wenn man älter wird“ erhielt er in den Niederlanden drei Literaturpreise, den J. Greshoff-Preis, den Eureka!-Buchpreis und den Jan Hanlo Essay-Preis.

## Werke (Auswahl)
- Halbe Wahrheiten. Vom seltsamen Eigenleben unserer Erinnerung. Aus dem Niederländischen von Verena Kiefer. Galiani, Berlin 2016. ISBN 978-3-86971-134-8.
- Wie wir träumen. Aus dem Niederländischen von Verena Kiefer. Galiani, Berlin 2015. ISBN 978-3-86971-101-0.
- Das Buch des Vergessens. Warum unsere Träume so schnell verloren gehen und sich unsere Erinnerungen ständig verändern. Aus dem Niederländischen von Verena Kiefer. Galiani, Berlin 2012. ISBN 978-3-86971-061-7.
- Die Heimwehfabrik. Wie das Gedächtnis im Alter funktioniert. Galiani, Berlin 2009, ISBN 978-3-86971-005-1.
- Geist auf Abwegen. Alzheimer, Parkinson und Co. Von den Wegbereitern der Gehirnforschung und ihren Fällen. Eichborn, Frankfurt am Main 2008. ISBN 978-3-8218-5812-8.
- Warum das Leben schneller vergeht, wenn man älter wird. Von den Rätseln unserer Erinnerung. Aus dem Niederländischen von Verena Kiefer. Eichborn, Frankfurt am Main 2004. ISBN 3-8218-0722-9. Taschenbuchausgabe: Piper, München 2006. ISBN 3-492-24492-0.
- Die Metaphernmaschine. Eine Geschichte des Gedächtnisses. Wissenschaftliche Buchgesellschaft und Primus Verlag, Darmstadt 1999. ISBN 3-89678-203-7.